# Benzú
Benzú är en ort i Spanien. Den ligger i den spanska exklaven Ceuta i Nordafrika. Benzú ligger 5 km nordväst om Ceuta. Antalet invånare är 1 987.